# Abomination de la désolation

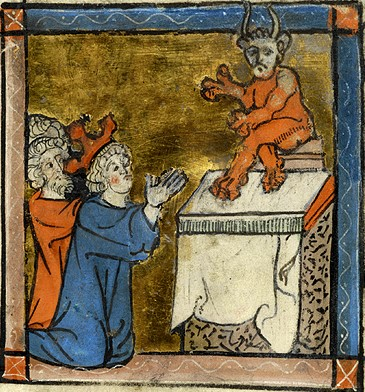
Antiochos IV priant une idole cornue dans le Temple de Jérusalem, enluminure, v. 1300-1310.

L'abomination de la désolation (en hébreu : שִׁקּוּץ מְשֹׁמֵם, shiqquts meshomem, en grec : βδέλυγμα τῆς ἐρημώσεως, bdelugma tēs erēmōseōs, en latin:  abominatio desolationis) est une expression biblique qui se trouve dans le Livre de Daniel. Elle désigne les sacrifices païens qui remplacent les offrandes dans le Temple de Jérusalem, sur l'ordre du roi grec Antiochos IV, au deuxième siècle avant notre ère, ou encore l’autel sur lequel ont lieu ces sacrifices qui souillent la sainteté du lieu.
À la fin du Ier siècle, l'expression est reprise dans les trois Évangiles synoptiques pour évoquer la destruction de Jérusalem et du Temple en l’an 70.

## Judaïsme

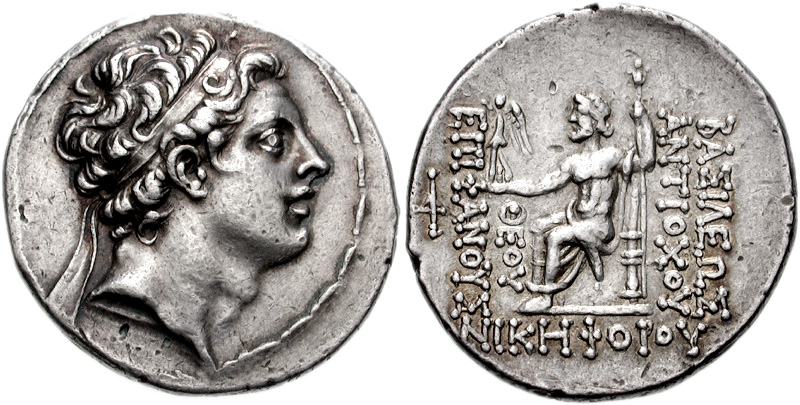
Monnaie à l'effigie d'Antiochos IV dont l'inscription en grec signifie « Roi Antiochos, manifestation de Dieu, porteur de la victoire ».

C'est à partir de l'année 167 BC que le roi Antiochos IV institue des sacrifices païens dans le Saint des saints du Temple de Jérusalem.

## Christianisme
L'Évangile selon Marc (ch. 13) rapporte un discours de Jésus sur la parousie, Matthieu (24:15-16) se réfère à Daniel et Luc (21:20-21) décrit les armées romaines. Ces trois textes sous-entendent un événement d'ordre eschatologique à venir, c’est-à-dire la fin des temps.